# Pluvier élégant
Anarhynchus pallidus
Espèce
Synonymes
Charadrius pallidus
Statut de conservation UICN

 LC  : Préoccupation mineure
Le Pluvier élégant (Anarhynchus pallidus, anciennement Charadrius pallidus) est une espèce d'oiseaux de la famille des Charadriidae.
Il fréquente les points d'eau à alcalinité et salinité élevées.

## Répartition et sous-espèces
Selon la classification de référence du Congrès ornithologique international (15.1, 2025) il se répartit en deux sous-espèces (ordre philogénique) :
- A. p. venustus (Fischer & Reichenow, 1884) — lacs de soude du sud du Kenya et du nord de la Tanzanie ;
- A. p. pallidus (Strickland, 1853) — Afrique australe (aire dissoute).